# Roberto Navarro
Roberto Daniel Navarro (Talar de Pacheco, 22 de octubre de 1959) es un periodista y empresario argentino. Fue conductor del programa El Destape y de Economía Política en la canal de noticias C5N. También es fundador y director del portal de noticias en internet El Destape y fue conductor de la versión radial de El Destape por Radio 10.

## Biografía

### Comienzos
Nació y se crio en la localidad de El Talar, perteneciente al partido de Tigre, provincia de Buenos Aires. Egresó de un colegio industrial y luego estudió Economía. Luego de graduarse como Licenciado en Economía fundó una pyme, en la cual trabajó los siguientes años.
A los 35 años decidió volcarse al periodismo, por lo que comenzó a estudiar en el conocido instituto Taller Escuela Agencia (TEA) de la ciudad de Buenos Aires. Su primer trabajo como periodista fue en el matutino Página/12, donde se desempeñaría entre 1996 y 2002. Dentro del diario escribió en la sección Economía y en el suplemento "Cash". Posteriormente desarrolló sus tareas en el diario Tiempo Argentino, fundado en 2010.

### Televisión
Entre 2011 y 2012 trabajó en la señal de noticias CN23, conduciendo el programa El Destape.
En 2013 trasladó su programa El Destape a la pantalla del canal C5N, a lo que le sumó el programa Economía política. También participó como columnista sobre tópicos económicos en el programa El diario (en el canal C5N) y en el portal periodístico Minuto Uno.
En diciembre de 2015,  Navarro fue desplazado del canal de noticias.Poco después, Navarro reapareció en pantalla el 27 de diciembre, denunciando que el presidente Mauricio Macri lo había querido censurar. Navarro había realizado informes y críticas contra Macri cuando este era candidato a presidente.
En marzo de 2016, C5N impidió la emisión de un informe de Navarro titulado El socio del Presidente, donde se iba a hablar sobre Nicolás Caputo, empresario y amigo de Mauricio Macri. El Departamento de Estado estadounidense reportó que Roberto Navarro alegó que su programa Economía Política fue cancelado por un día por "razones políticas"  El 31 de mayo de 2016 volvió a hacer el programa de televisión El destape de martes a jueves de 22 a 23 por C5N.
El 19 de septiembre de 2017, y a pesar de que llevaba meses liderando el índice de audiencia en la franja horaria de sus dos programas en el canal C5N, Navarro fue despedido luego de acusar por Twitter a un gerente de dicho canal de querer desplazarlo y censurar sus informes críticos al gobierno de Mauricio Macri; acusando al mismo tiempo al gobierno de Macri de haber presionado a las autoridades del canal (y al propietario del mismo, el Grupo Indalo) buscando su despido.

### Radio
En 2011 condujo un programa en Radio del Plata. Posteriormente trabajaría también en Radio La Red y Radio Rivadavia.
El 8 de agosto de 2016 volvió a la radio con El destape de 18 a 21 en Radio 10. El 21 de noviembre de 2016 el programa cambió de horario de 9 a 12 . Luego de ser despedido de C5N el 19 de septiembre de 2017, el periodista se bajó de Radio 10, perteneciente también al Grupo Indalo.
El regreso de Navarro a los medios se produjo a través de las plataformas digitales. Relanzó su programa El Destape a través de la plataforma digital YouTube e inauguró su propia radio, en la que participan Navarro y Pedro Rosemblat, entre otras personalidades destacadas. El diario ha publicado datos sobre el escándalo de cuentas en Suiza de empresarios y banqueros que durante el año 2001 fugaron unos 18.000 millones de dólares al exterior.

## Controversias
En 2016 sufrió una amenaza de bomba mientras realizaba su programa homónimo en C5N. Por el hecho, acudieron tres patrulleros de la Policía Federal y hubo que evacuar el canal de noticias. A raíz de varias investigaciones políticas acerca de diferentes actos de corrupción que incluían a políticos del partido político PRO, su portal ha recibido amenazas e intentos de censura por parte de la actual oposición.
A raíz de las investigaciones sobre el lavado de dinero del Grupo Clarín tanto el periodista como el medio para el que trabajaba recibieron amenazas. En este caso, estos llamados amenazantes: «Te vamos a matar si no dejás de decir pelotudeces en C5N. Y cerrá ese portal de m... [en referencia al portal de noticias Eldestapeweb.com]».Tales amenazas de muerte no fueron repudiadas ni por FOPEA ni por ADEPA. En enero de 2015 adelanto  Nisman no se presentaría al Congreso de la Nación al día siguiente, adonde había sido convocado debido a su denuncia contra la entonces presidenta: «Me han dicho hace un rato que no va a ir Nisman».
En 2022, Roberto Navarro fue acusado por una supuesta incitación a la violencia contra otros periodistas, como Jorge Lanata y Luis Majul, tras declaraciones en las que sugirió que "algo hay que hacer para frenarlos". Estas afirmaciones generaron controversia y derivaron en una causa judicial por supuesta incitación a la violencia. La causa fue reabierta en junio de 2024, según reportes periodísticos, manteniendo el debate sobre las responsabilidades de Navarro en el ámbito público.
El 21 de abril de 2025 fue agredido tras el llamado de Javier Milei a incitar a la violencia contra los periodistas.

## Premios y nominaciones
El 12 de septiembre de 2016 el programa Economía Política resultó ganador del Martín Fierro de Cable en el rubro Mejor Programa Económico. En la terna estaban también nominados los programas Plan M (Canal 26) y Debate industrial (canal Metro).
En 2016 recibió el premio Nuevas miradas otorgado por la Universidad Nacional de Quilmes.